# Peter Winnen
Peter Johannes Gertrudis Winnen (født 5. september 1957 i IJsselstein, Limbourg) er en tidligere hollandsk landevejscykelrytter. Han var professionel fra 1980 indtil 1991. Han vandt 2 etaper i Tour de France og et national mesterskab. Han kom på en samlet tredjeplads i Tour de France i 1983.